# هانس يورغنسن
هانس يورغنسن (بالدنماركية: Hans Jørgensen)‏ هو مجدف دنماركي، ولد في 25 ديسمبر 1889 في Nyborg ‏ في الدنمارك، وتوفي في 22 أبريل 1955 في كوبنهاغن في الدنمارك.

## وصلات خارجية
- هانس يورغنسن على موقع الاتحاد الدولي للتجديف (الإنجليزية)
- هانس يورغنسن على موقع اللجنة الأولمبية الدولية (الإنجليزية)
- هانس يورغنسن على موقع أوليمبيديا (الإنجليزية)